# (24103) Dethury
(24103) Dethury ist ein Asteroid des Hauptgürtels, der am 9. November 1999 vom US-amerikanischen Amateurastronomen Charles W. Juels am Fountain-Hills-Observatorium (Sternwarten-Code 678) in Fountain Hills im US-Bundesstaat Arizona entdeckt wurde.
Der Asteroid ist nach dem französischen Astronomen und Geodäten César François Cassini de Thury (1714–1784) benannt.